# Tiphia nepa
Tiphia nepa (лат.) — вид ос рода Tiphia из семейства Tiphiidae инфраотряда жалящих перепончатокрылых (Hymenoptera). Индия, Непал.

## Описание
Жалящие перепончатокрылые. Длина тела 11,1—13,9 мм. Мандибула без преапикального зубца; срединное расширение наличника глубоко выемчатое; дорсальная сторона проподеума с удлиненной ареолой; латеральная сторона пронотума без хорошо выраженной трансдискальной борозды; латеральная сторона проподеума с сильными широко разделенными гругами; переднее крыло желтовато-инфумированное; задний базитарзус с глубокой бороздкой. Личинки предположительно, как и близкие виды, паразитируют на пластинчатоусых жуках (Scarabaeidae, Rutelidae, Cetoniinae). Вид был впервые описан в 1975 году американским энтомологом Гарри Виллисом Алленом (1892—1981), а его валидный статус подтверждён в 2022 году.